# Melanelixia glabra
Melanelixia glabra är en lavart som först beskrevs av Schaer., och fick sitt nu gällande namn av O. Blanco, A. Crespo, Divakar, Essl., D. Hawksw. & Lumbsch. Melanelixia glabra ingår i släktet Melanelixia och familjen Parmeliaceae.   Inga underarter finns listade i Catalogue of Life.